# العلاقات الفيتنامية القبرصية
العلاقات الفيتنامية القبرصية هي العلاقات الثنائية التي تجمع بين فيتنام وقبرص.

## مقارنة بين البلدين
هذه مقارنة عامة ومرجعية للدولتين:
| وجه المقارنة                                              | فيتنام           | قبرص                                                                 |
| --------------------------------------------------------- | ---------------- | -------------------------------------------------------------------- |
| المساحة (كم2)                                             | 331.69 ألف       | 9.24 ألف                                                             |
| عدد السكان (نسمة)                                         | 94.66 مليون      | 1.14 مليون                                                           |
| الكثافة السكانية (ن./كم²)                                 | 285.39           | 123.38                                                               |
| العاصمة                                                   | هانوي            | نيقوسيا                                                              |
| اللغة الرسمية                                             | اللغة الفيتنامية | اليونانية الحديثة، اللغة التركية، لغة يونانية                        |
| العملة                                                    | دونغ فيتنامي     | يورو، جنيه قبرصي                                                     |
| الناتج المحلي الإجمالي (بليون دولار)                      | 234.19 مليار     | 21.65 مليار                                                          |
| الناتج المحلي الإجمالي (تعادل القوة الشرائية) بليون دولار | 553.42 مليار     | 26.73 مليار                                                          |
| الناتج المحلي الإجمالي الاسمي للفرد دولار أمريكي          | 2.48 ألف         | 23.24 ألف                                                            |
| الناتج المحلي الإجمالي للفرد دولار أمريكي                 | 5.63 ألف         | 30.24 ألف                                                            |
| مؤشر التنمية البشرية                                      | 0.666            | 0.850                                                                |
| رمز المكالمات الدولي                                      | +84              | +357                                                                 |
| رمز الإنترنت                                              | .vn              | .cy                                                                  |
| المنطقة الزمنية                                           | ت ع م+07:00      | ت ع م+02:00، ت ع م+03:00، توقيت شرق أوروبا، توقيت شرق أوروبا الصيفي ‏ |

## منظمات دولية مشتركة
يشترك البلدان في عضوية مجموعة من المنظمات الدولية، منها:
| علم المنظمة | اسم المنظمة                        | تاريخ انضمام فيتنام | تاريخ انضمام قبرص |
| ----------- | ---------------------------------- | ------------------- | ----------------- |
|             | مؤسسة التنمية الدولية              | 24 سبتمبر 1960      | 2 مارس 1962       |
|             | المنظمة الهيدروغرافية الدولية      | ?                   | ?                 |
|             | مؤسسة التمويل الدولية              | 4 أغسطس 1967        | 2 مارس 1962       |
|             | منظمة حظر الأسلحة الكيميائية       | ?                   | ?                 |
|             | يونسكو                             | 6 يوليو 1951        | 6 فبراير 1961     |
|             | الأمم المتحدة                      | 20 سبتمبر 1977      | 20 سبتمبر 1960    |
|             | الاتحاد الدولي للاتصالات           | 24 سبتمبر 1951      | 24 أبريل 1961     |
|             | منظمة الشرطة الجنائية الدولية      | ?                   | ?                 |
|             | البنك الدولي للإنشاء والتعمير      | 21 سبتمبر 1956      | 21 ديسمبر 1961    |
|             | الاتحاد البريدي العالمي            | ?                   | ?                 |
|             | وكالة ضمان الاستثمار متعدد الأطراف | 5 أكتوبر 1994       | 12 أبريل 1988     |
|             | منظمة التجارة العالمية             | 11 يناير 2007       | ?                 |
|             | الفريق المعني برصد الأرض           | ?                   | ?                 |

## وصلات خارجية
- موقع وزارة الخارجية الفيتنامية
- موقع وزارة الخارجية القبرصية